# 东风8型柴油机车
东风8型柴油机车（DF8）是中国铁路使用的电力传动柴油机车车型之一。该型机车是因根据《铁路主要技术政策》中关于逐步提高列车重量及行车速度的目标，由戚墅堰机车车辆厂于1976年开始设计、1984年研制成功、1989年投入批量生产的干线货运柴油机车，属于“六五”国家科技重点攻关项目，也是当时中国铁路单机功率最大的电力传动柴油机车。东风8型柴油机车的动力装置为一台16V280ZJ型柴油机，装车功率为4,500马力（3,310千瓦），传动系统使用由TQFR-3000C型同步发电机、GTF-4800/870型硅整流装置、ZQDR-410C型牵引电动机组成的交—直流传动装置。至1997年停产为止，戚墅堰机车车辆厂生产了共141台东风8型柴油机车，分别配属当时的郑州铁路局信阳机务段、哈尔滨铁路局牡丹江机务段使用。

## 发展历史

### 开发背景
1975年初，随着资阳内燃机车厂建成投产，戚墅堰机车车辆厂根据中华人民共和国铁道部的决定，将东方红4型柴油机车的试制和改进任务交由资阳内燃机车厂继续进行。“四五”、“五五”期间，由于当时中国铁路机车车辆工业缺乏一个比较稳定的发展规划，铁路技术政策摇摆不定。戚墅堰机车车辆厂交出东方红4型柴油机车的研制任务之后，工厂产品发展方向一时之间难以确定，国家计委批准工厂转为承担东风4型柴油机车的厂修任务。戚墅堰机车车辆厂在转修内燃机车的同时，也在探索工厂未来主导产品的发展道路。工厂分析了当时中国铁路运输状况和各种铁路机车车型的生产及使用情况后，认定提高货物列车重量、提高列车运行速度和密度将是铁路发展的主要技术政策。工厂经过研究和计算后认为，针对当时铁路科技发展规划中提出的远期计划，机车要达到在平直道上以时速80公里以上牵引4,000吨的货物列车、以时速120公里以上牵引旅客列车的目标，机车轮周牵引功率应达到3,450马力（2,537千瓦）以上，柴油机装车功率应达到4,750马力（3,493千瓦）以上。戚墅堰机车车辆厂据此提出了研制4,500马力至5,000马力大功率柴油机车的构想，但由于当时铁道部制定的铁路技术政策只限于180毫米、200毫米、240毫米三种缸径的柴油机，其他类型的柴油机不能列入国家发展计划。1976年7月，工厂发动全厂职工大讨论，工厂党委召开常委扩大会议，用三天时间研讨了中国铁路牵引动力发展的方向和工厂研制大功率柴油机车的可行性，又分析了单节单机组大功率柴油机车的各方面优越性，最终拍板决定在没有上级计划、没有试制费用的情况下着手自行研制大功率柴油机。
工厂在作出确定柴油机功率等级的决定时，除了考虑到柴油机的可靠性和使用寿命、需要保留一定的功率储备的同时，也预留了未来的发展余地，最后将柴油机的持续功率定为5,400马力（3,972千瓦），最大功率定为6,000马力（4,412千瓦），16缸机型的单缸功率功率在350~400马力之间。因应中国当时的工业技术水平，决定将开发过程分为两个阶段，第一阶段目标为最大功率5,000马力（3,676千瓦）、持续功率定4,500马力（3,310千瓦），在经过充分的试验考核之后，再将柴油机功率水平逐步提升到原定目标值。在考虑到柴油机的用途、性能、体积、重量等综合因素之后，确定其气缸内径为280毫米、活塞行程为285毫米、气缸夹角为50°、额定转速为每分钟1,100转。1977年年9月，戚墅堰机车车辆厂试制出单缸试验机并展开试验，以寻找最佳燃烧系统参数。1978年8月，单缸试验机功率首次达到404马力。1978年3月，戚墅堰机车车辆厂开始着手试制16缸原型机。同年，280柴油机正式列入铁道部科技发展计划。
1979年5月6日，第一台16V280ZJ型柴油机组装完毕，同年6月7日开始进行磨合调整试验，当柴油机转速为每分钟1,000转时，输出功率已达到了5,000马力的预期目标。1979年12月至1980年11月，戚墅堰机车车辆厂与铁道部科学研究院合作，在16V280ZJ型柴油机上进行了燃烧、配气、供油、增压、震动、扭转等试验项目。试验结果表明，柴油机大部分时间都能在按机车工况之牵引特性的高效率范围内运转，燃油消耗率介乎160～165克/有效马力·小时。1980年10月27日至31日，戚墅堰机车车辆厂联同铁道部科学研究院、大连内燃机车研究所、无锡动力机厂等，按照国际铁路联盟（UIC）的标准对16V280ZJ型柴油机进行了持续功率为4,500马力（3,310千瓦）的100小时型式试验。1981年12月，16V280ZJ型柴油机完成了UIC 360小时台架耐久试验，同时并进行了两种标定转速（每分钟1,100转、每分钟1,000转）情况下的对比试验，最后决定在保持标定功率不变的情况下，将标定转速由原来每分钟1,100转降为每分钟1,000转，以改善柴油机的燃油消耗率和可靠性。试验期间铁道部专家组考察戚墅堰工厂后，评价“280柴油机是戚厂历史的转折点，也是中国大功率内燃机零突破的母体”。

### 研制过程
与此同时，在柴油机研制及试验方面不断取得进展的基础上，戚墅堰机车车辆厂同步展开了东风8型柴油机车的设计开发工作。由于16V280ZJ型柴油机不仅功率更大，重量也比16V240ZJB型柴油机增加2吨，而且受当时中国铁路线路条件所限，机车必须满足总重量不超过138吨、轴重不超过23吨的要求，所以在进行机车总体布置和电传动系统的技术方案设计时亦遇到了不少困难。鉴于当时中国电机工业的制造能力和技术水平，要生产出与柴油机相配套的大容量牵引电机组并非易事，因此经过反复论证后至1981年8月才决定将柴油机按4,500马力装车运用，随后工厂按此方案上报了设计任务书建议稿，并经铁道部批准下达《东风8型内燃机车设计任务书》。为了确保机车可靠性和加快研制进度、贯彻标准化及通用化的设计原则，电传动系统和辅助传动系统的零部件都尽可能采用在其他车型上使用已久的成熟设计，例如起动发电机、冷却风扇、预热系统、静液压传动系统、空气管路及基础制动系统中的主要部件等均沿用自东风4型柴油机车；而在进行牵引传动系统的设计时，亦决定将牵引电动机的额定电流定为与东风4型机车相同的800安培，以便能继续使用东风4型机车的主整流装置、励磁整流柜。
1982年10月，为了尽早发现柴油机在长期使用中可能产生的问题，在配套之新型牵引电机机组尚未面世的情况下，铁道部科技局与机务局向戚墅堰机车车辆厂下达通知，要求将16V280ZJ型柴油机装上进厂大修的东风4型0267号机车，进行20万公里运用考核。改装完毕的东风4型0267号机车返回上海铁路局南京东机务段，自1983年1月1日起投入沪宁铁路运用，与该段配属的其余33台东风4型机车共同担当南京东至南翔之间的货物列车牵引任务。1982年12月，戚墅堰机车车辆厂与永济电机厂完成了东风8型机车的全套设计图纸，电气系统借鉴了ND4型柴油机车的一体化电器柜设计，但后来因电器柜尺寸过大、布线及维修不便等原因而被否决。1983年，东风8型柴油机车被国家经委列入“六五”国家重点科技攻关项目之一，同年内戚墅堰机车车辆厂完成柴油机改进设计后的图纸修订工作，制造出第三台16V280ZJ型柴油机。1983年底，永济电机厂完成电气系统的第二套设计方案，将高低压电器柜和主整流柜分开设置，并于1984年初将首两台原型车使用之电器柜、整流柜、操纵台送往戚墅堰机车车辆厂。到了1984年4月，由于机车总体设计发生变动，使电器室长度由2,800毫米缩短到2,300毫米，无法采用原来的电器柜及整流柜，加上设计方案提交期限迫在眉睫，最后决定仍采用东风4型机车的电器柜及整流柜，而操纵台则沿用了第二套设计方案。1984年6月，东风4型0267号机车行驶逾22万公里之后进行架修，柴油机经部分拆解检查后显示情况良好。1984年9月，永济电机厂试制出首套TQFR-3000C型主发电机、ZQDR-410C型牵引电动机和电控装置，并送往戚墅堰机车车辆厂装车。1984年10月17日，装用第三台16V280ZJ型柴油机的东风8型0001号机车在戚墅堰机车车辆厂竣工；同年11月初，时任铁道部副部长李森茂等在南京站视察了该机车。1984年11月20日，戚墅堰机车车辆厂为东风8型0001号机车举行出厂典礼，时任铁道部副部长张辛泰等为其剪彩。

### 试验考核

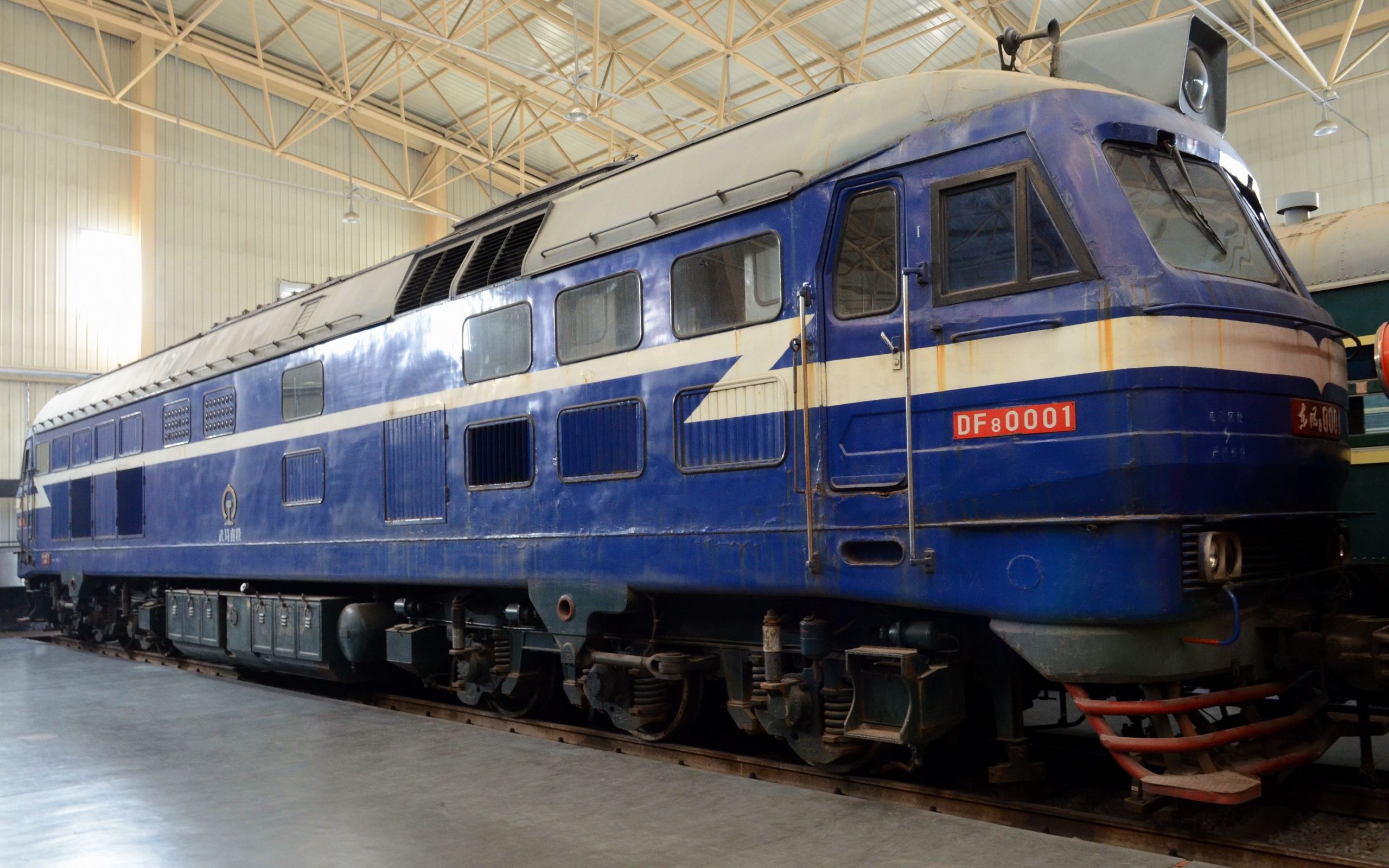
于中国铁道博物馆内展示的东风8型0001号机车；首两台东风8型机车车头外观与后来的量产车略有不同

1984年12月，东风8型0001号机车交付上海铁路局南翔机务段，在沪宁铁路南翔至南京东之间开始进行15万公里运用考核，与该段配属的ND5型柴油机车共同担当相同交路的货物列车牵引任务。同时，戚墅堰机车车辆厂开始小批量生产东风8型柴油机车。东风8型0001号机车在南翔机务段使用的八个月期间共走行112,627公里。1985年9月，为了充分发挥东风8型机车的功率优势，铁道部将东风8型0001号机车调拨到郑州铁路局信阳机务段，在京广铁路信阳至广水之间的大坡度路段继续进行运用考核；同年9月10日至10月25日，该机车先后在长台关至彭家湾区间完成坡道起动试验，在新安店至明港区间完成坡道牵引试验，在武胜关至孝子店区间完成电阻制动试验，在平顶山东至江岸西之间完成重载牵引试验。1986年5月，东风8型0001号机车完成了15万公里运用考核后返厂进行解体检查，显示柴油机、电机及电器等主要部件状态良好，运用考核期间机车未发生重大机破或临修事故。
1987年，为了确定机车及其主要零部件的性能是否达到设计任务书及有关规定的标准，根据《铁道部内燃机车鉴定暂行条例》选择了东风8型0013号机车（1986年12月出厂）由铁道部科学研究院主持进行机车性能鉴定试验。1987年7月至1988年2月，东风8型0013号机车在北京环行铁道试验基地进行了机车定置性能试验、牵引及粘着性能试验、电阻制动性能试验、空气制动性能试验、称重测试、噪声及震动测试，在京承铁路进行了曲线通过能力和动力学性能试验，在武昌南机务段进行了冷却性能试验。试验结果显示，除高温冷却装置性能及牵引电动机励磁绕组温升外，机车其他主要技术性能指标均已达到设计任务书及有关标准规定的要求，实测最大起动牵引力可达467.36千牛，最高恒功率速度不低于81.4公里/小时，机车轮周效率最高可达34.8%，平均为33.2%，处于同时期同类型机车的国际先进水平。1988年9月，16V280ZJ型柴油机于戚墅堰机车车辆厂的试验台上完成了100小时性能鉴定试验，并于1988年12月在大连内燃机车研究所的试验台上完成了360小时耐久试验，各项性能指标均达到了设计任务书的要求。1989年2月25日，东风8型柴油机车与16V280ZJ型柴油机通过了部级鉴定，并获准投入批量生产。东风8型柴油机车先后于1986年获得了“六五”国家科技攻关奖，于1989年获得了铁道部科技进步一等奖、江苏省优质产品称号，于1990年获得了国家科技进步一等奖。至1997年停产为止，戚墅堰机车车辆厂累计生产了141台东风8型柴油机车，其中首批41台配属于武汉铁路局，后100台配属于哈尔滨铁路局。
早期生产的东风8型机车在投入运用初期，亦反映出不少因设计和制造方面不足而产生的零碎品质问题，故障率要高于其他柴油机车车型，为此铁道部与戚墅堰机车车辆厂成立了东风8型机车质量调查小组，对机车的各种品质问题进行了调查研究和整改。东风8型机车的经验证明柴油机增压器的配套问题尤为重要，柴油机功率等级和气缸参数的提升，不仅涉及机体、曲轴、连杆、活塞等零部件的可靠性设计，燃烧和增压系统的性能和效率也需特别予以注意，16V280ZJ型柴油机从纯脉冲增压系统发展到双脉冲增压系统，再到模件式串接脉冲转换器增压系统，柴油机的性能和可靠性才逐渐稳定。从东风8型机车上得出的另一个教训是粘着重量的重要性，东风8型机车和东风4型机车相比，两者同样是轴重为23吨的六轴机车，但前者的标定功率是后者的1.38倍，因此东风8型机车在高负荷时机车滑行空转相对较多。在计算列车牵引重量时，为了缓解功率与轴重失衡的矛盾，提高了东风8型机车的计算速度（列车在限制坡道上允许的最低通过速度），由东风4型机车的21.9公里/小时提高至30公里/小时，导致计算牵引力相应降为318.4千牛，这已经与东风4型机车的计算牵引力（302千牛）相去不远，造成了东风8型机车在大坡度区段保持与东风4型机车相同牵引定数的尴尬局面，增大机车粘着重量从而提高机车牵引力便成为了后来东风8B型机车的设计思路。
1995年6月28日，时任铁道部部长韩杼滨主持召开部长办公会议，决定在繁忙干线提速上进行提速试验，为未来中国铁路大面积提速做好技术准备。1995年9月16日至22日，沪宁铁路进行了首次货物列车提速试验，试验列车分别由东风8型柴油机车和东风4E型柴油机车牵引，按三种不同的编组方式在南翔至南京东、南京东至常州东之间往返运行，分别为东风8型机车单机牵引4,200吨、东风4E型机车牵引4,200吨、东风4E型机车牵引5,000吨，列车编组以C62A型及C64型敞车为主，并加挂一辆牵引动力试验车（SY 97050）以收集测试数据，主要试验项目包括机车起动加速性能、列车运行时分、列车常用及紧急制动、调速制动性能等。当东风8型机车牵引4,186吨列车时，平直道起动加速到80公里/小时的所需时间和距离为13分26秒和12.078公里，起动加速到85公里/小时的所需时间和距离为16分27秒和16.237公里，区间最高速度达94.5公里/小时；当东风8型机车牵引4,150吨列车进行紧急制动时，在制动初速度为88.5公里/小时的情况下，列车紧急制动距离为819米。

### 技术改造
2006年，由于早期生产的东风8型机车已使用逾二十年并开始老化。为了延续机车寿命，中华人民共和国铁道部运输局装备部在2006年下半年大修机车议标文件中，提出了东风8型机车在大修时进行系统改造要求，以提高其冷却性能、改善机车的可靠性及零部件的互换性。改造项目主要包括柴油机油水管路规范化布置以方便检修；司机室安装空调及填充吸音材料和复合多孔铝板；改用与东风8B型柴油机车相同的双流道铜制散热器和铜制中冷器，机油热交换器、机油滤清器、静液压油热交换器等均改型为东风8B型机车使用的型号；电气系统采用新型电磁接触器替代电空接触器，上述改造有效解决了原有东风8型机车管路互换性差及冷却能力不足等问题。改造工程于东风8型机车分批返回戚墅堰机车车辆厂大修时进行，改造后机车的柴油机、转向架、主发电机及车体等重大部件仍使用原件，而改造部分的部件则尽量采用东风8B型机车的通用零部件。首台完成改造的东风8型0071号机车于2006年10月返回牡丹江机务段。

### 衍生车型
1980年代后期，中华人民共和国铁道部提出了开行编组辆数20节、最高速度140公里/小时、运行时间不超过15小时的“朝发夕至”或“夕发朝至”特快旅客列车，并将研制牵引这种列车的大功率客运柴油机车列入国家“七五”重点科技攻关项目。1990年10月，戚墅堰机车车辆厂试制出第一台东风9型柴油机车。机车采用16V280ZJA型柴油机作为动力装置，装车功率为4,910马力（3,610千瓦），是当时中国国内功率最大的机车柴油机；电传动系统使用TQFR-3000C-1型三相交流同步发电机和ZD106型直流牵引电动机；机车并采用了牵引电动机全悬挂、双侧六连杆万向节空心轴驱动装置、高柔螺旋圆弹簧二系悬挂装置、电子恒功率励磁及防空转系统等新技术。此后，因应广深铁路开行准高速旅客列车的需要，铁道部要求将机车最高速度提高至160公里/小时，戚墅堰机车车辆厂在东风9型柴油机车的基础上，开发研制出东风11型柴油机车并投入批量生产。

## 运用情况

### 武汉局集团

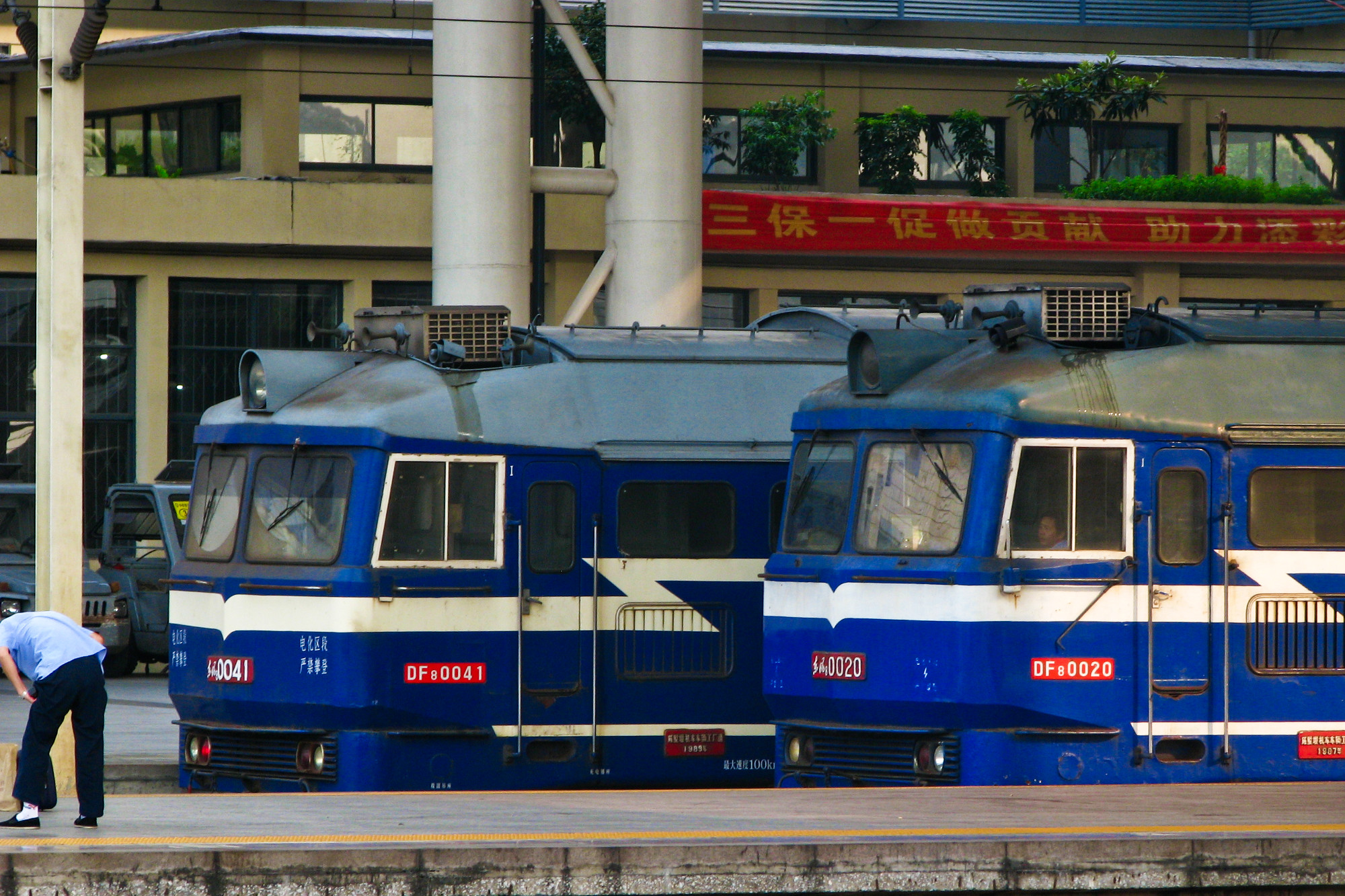
武昌站内准备牵引回送客车的东风8型0020号与0041号机车（2011年）

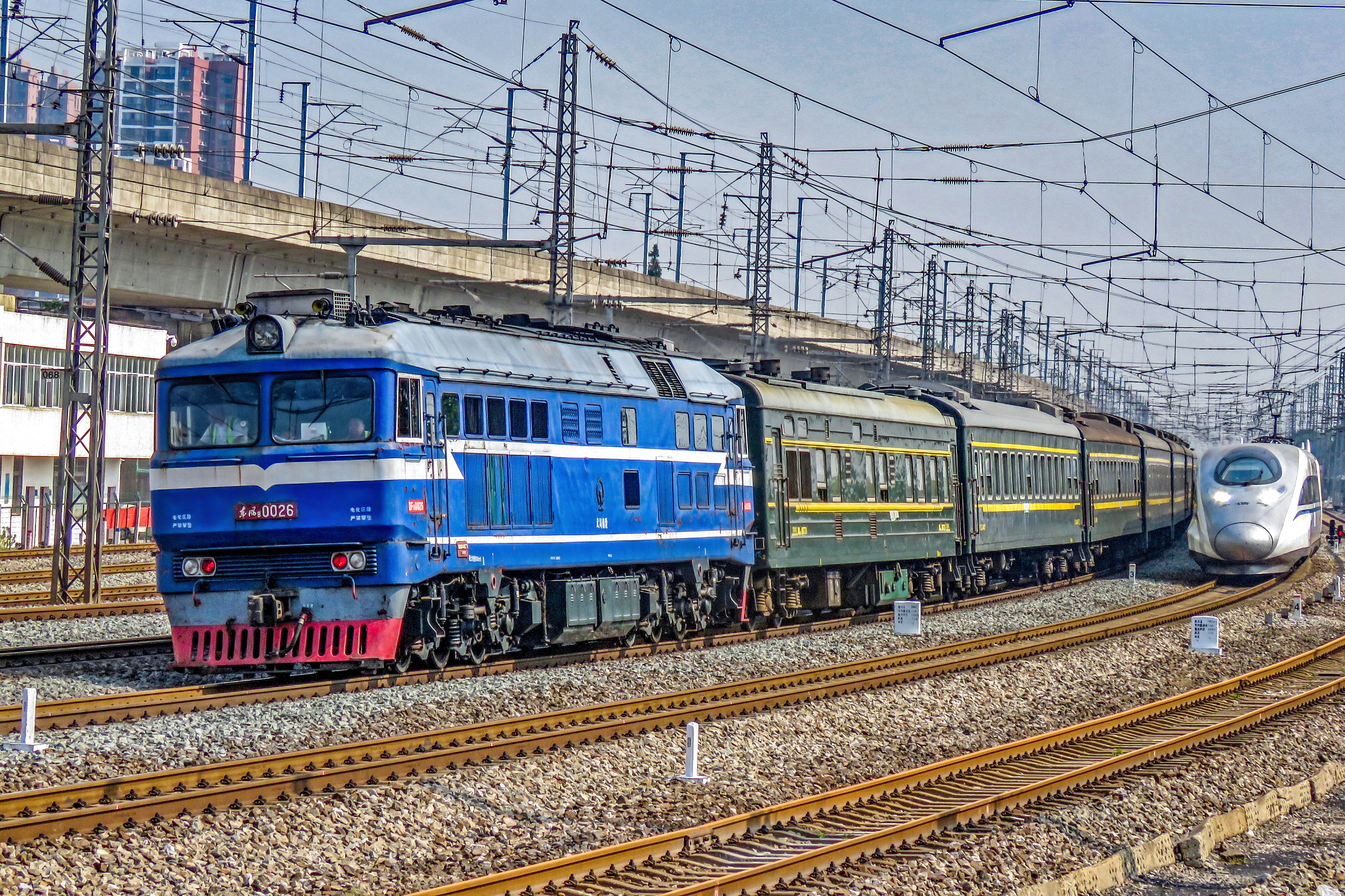
东风8型0026号机车牵引7613次通勤列车驶过丹水池车站（2019年）

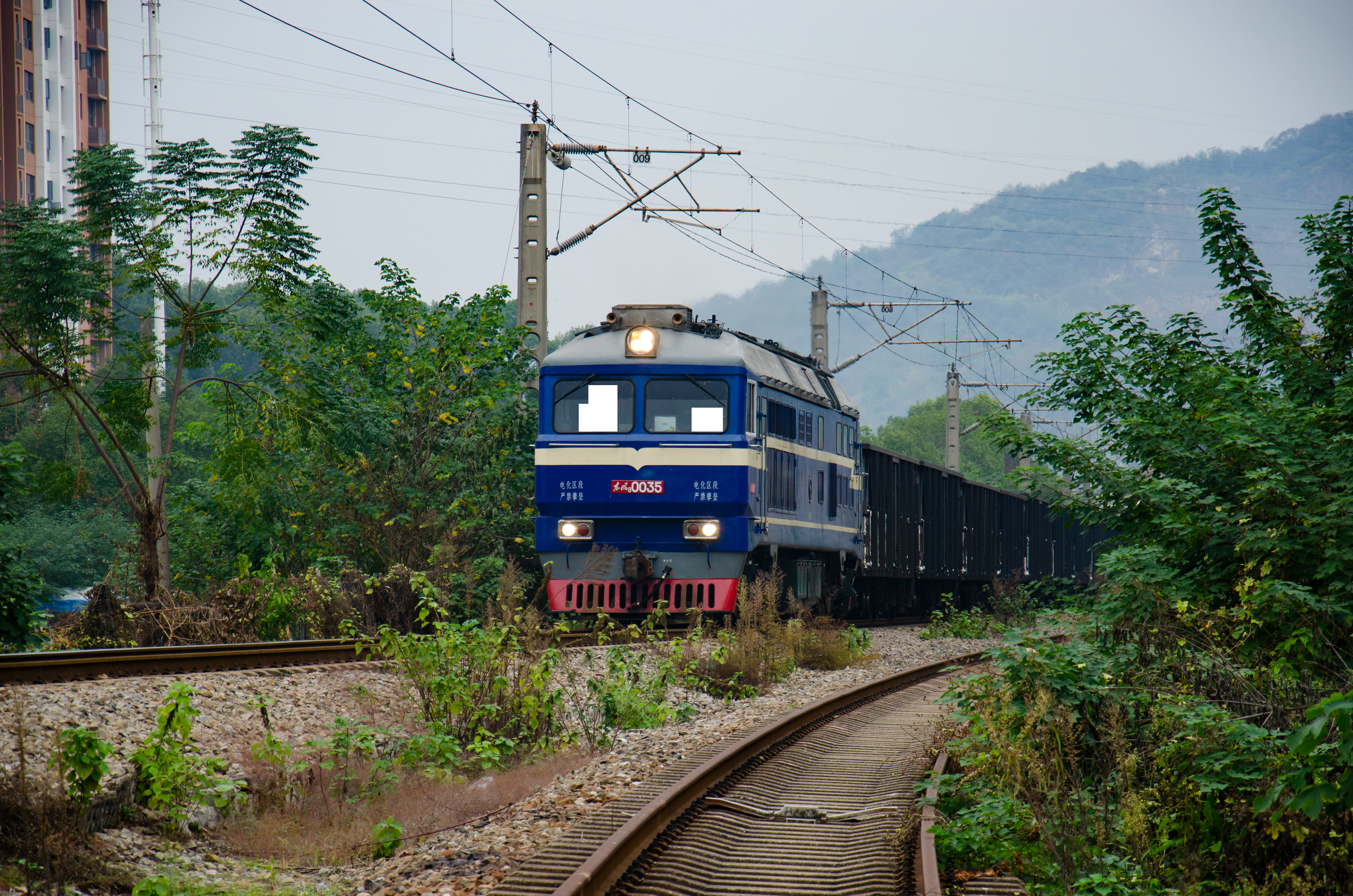
东风8型0035号机车通过大冶附属线，右侧为已经废线的黄石东线（2023年）

1985年9月，郑州铁路局郑州铁路分局信阳机务段配属首批东风8型柴油机车，担当京广铁路信阳至广水间的货物列车牵引任务。借助于功率较大及配备电阻制动的优势，东风8型机车投入使用后很快便产生了明显的经济效益，信阳至广水区段的列车通过对数由每天59对提高到72对，列车运行密度比之前提高了25%，行车时间比原来缩短了26分钟，平均牵引重量由3,300吨提高到3,500吨，坡道停车事故也大幅减少。1985年10月，郑州铁路局还在孟宝铁路、京广铁路进行了多机牵引的重载组合列车试验，将两列分别使用两台东风8型机车、一台东风4型机车牵引的列车，按“2+1”方式连挂合并成一列6,000~7,000吨重载列车运行。1986年7月14日起，平顶山东至江岸西之间每日开行2列6,500吨组合列车。据信阳机务段于1988年的统计，东风8型机车机破率为每十万公里0.05件，临修率为每十万公里4.96件。
1987年3月20日，信阳机务段由郑州铁路分局划归武汉铁路分局。当时，东风8型机车的检修工作除了由信阳机务段负责外，武昌南机务段也承担了部分机车架修、中修任务。1992年底，京广铁路郑州至武昌段完成电气化改造，信阳机务段开始配属韶山3型电力机车，随后并开始支配运用江岸机务段的韶山4型电力机车，该段的东风8型机车亦开始逐步转配武昌机务段，并投入武九铁路使用。至1997年初，为配合中国铁路第一次大面积提速的实施，郑州铁路局将信阳机务段余下的东风8型机车全部调拨到武昌机务段，以全面淘汰武九铁路上使用的蒸汽机车。自此，东风8型机车便成为了武九铁路直通货物列车、武汉地区小运转列车、铁灵黄支线（大冶附属线、铁灵线、黄石东线）货物列车的主力车型。
2004年11月8日，郑州铁路局实施生产力布局调整、实行路局直管站段体制，撤销武汉铁路分局并重新成立武汉铁路局，撤销武昌机务段并将其并入武昌南机务段。2005年4月18日起，为了提高武九铁路和武汉枢纽的运输能力，江岸西至铁山间由东风8型机车牵引的货物列车机车交路延长至黄石西站，下行牵引定数由4,000吨提高到4,500吨；武昌南至庐山间牵引定数由3,500吨提高到3,800吨，使用东风8型、东风4B型机车牵引；江岸西至武昌东（经南环、北环）牵引定数由4,000吨提高至4,500吨；江岸西、江岸至武昌南间货物列车由韶山4型电力机车改为东风8型、东风4C型机车牵引，牵引定数为4000吨。2007年起，武昌南机务段开始使用东风8型机车执行武昌站至武昌北站之间的客车车底回送任务（由于武昌客车技术整备所股道数量有限，部分在武昌站到发的旅客列车需外放在武昌北站整备）。2010年8月21日起，为方便武汉北站区各单位铁路职工上下班，武汉铁路局增开2对来往武昌南至武汉北之间的通勤列车（7612~7618次），因列车将分别在武昌南、丹水池、江岸、武汉北站办理折角作业，为压缩停站作业时间而在列车首尾各挂一台东风8型机车。2019年起，武昌南机务段使用东风11型柴油机车代替东风8型机车执行该通勤列车的牵引任务。

### 哈尔滨局集团

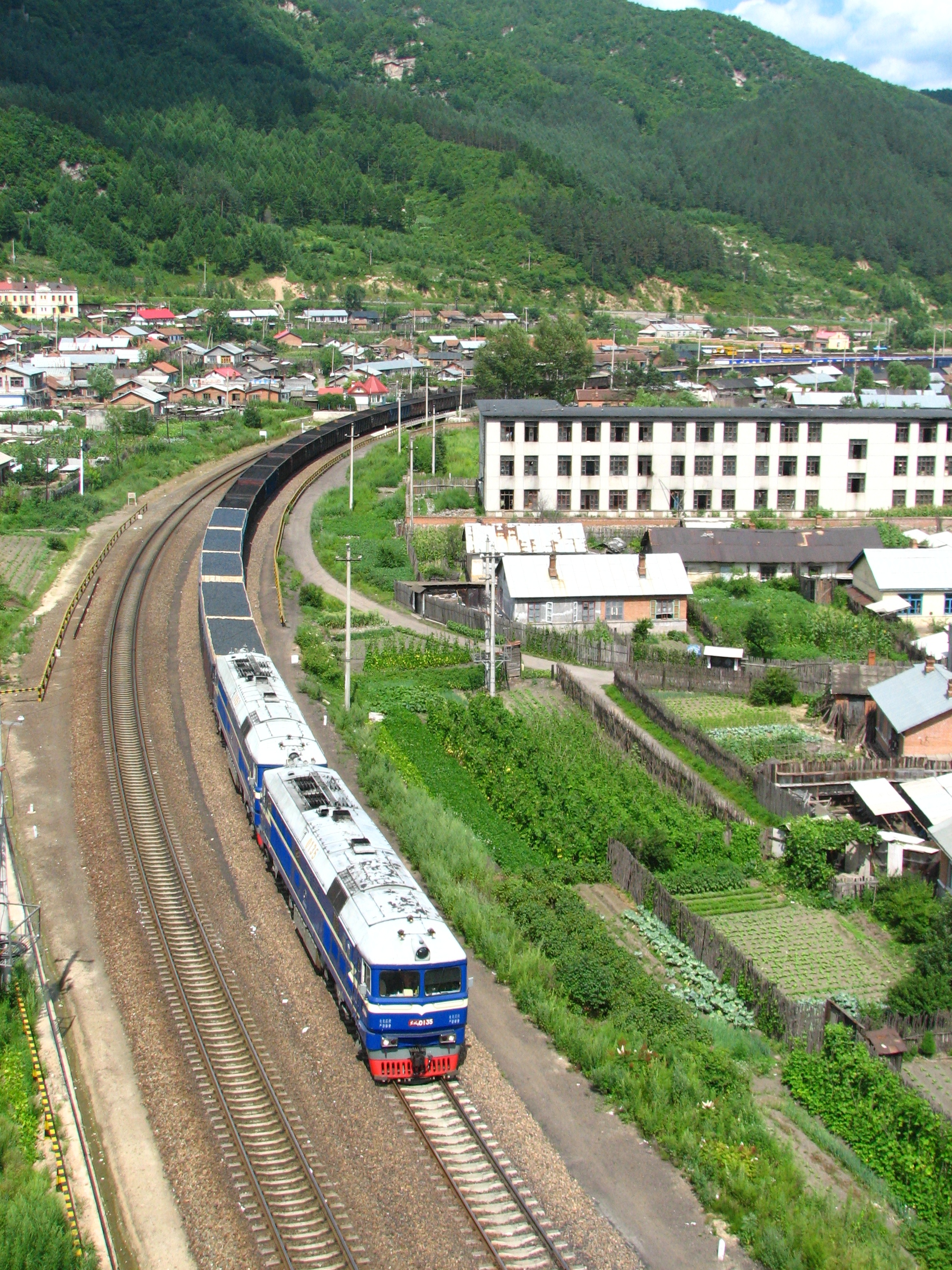
由东风8型机车重联牵引的货物列车行驶在滨绥铁路（2007年）

1990年3月，为了提高黑龙江省东北部的煤炭运输能力，哈尔滨铁路局牡丹江铁路分局牡丹江机务段配属首批10台东风8型柴油机车，逐步淘汰原本使用的前进型蒸汽机车，此后配属数量逐年增加，至1994年增加至69台，至1997年增加至100台，投入滨绥铁路、图佳铁路、勃七铁路、城鸡铁路、恒山铁路、林密铁路、林东铁路、密东铁路等重要煤炭外运通道使用，活跃于牡丹江至哈尔滨、一面坡、鸡西、林口、七台河、鹿道等地的运输任务。2003年至2004年间，哈尔滨铁路局实施生产力布局调整，将牡丹江铁路分局管内的牡丹江、鸡西、绥芬河、一面坡、林口五个机务段整合成新的牡丹江机务段。2005年3月，牡丹江铁路分局随着铁路管理体制改革而被撤销，实行路局直管站段体制。
2008年起，牡丹江机务段绥芬河运用车间开始在绥芬河口岸运用东风8型柴油机车，担当绥芬河站和俄罗斯格罗捷科沃站间部分客、货列车的过境牵引任务（两站之间建有同时兼容准轨和宽轨轨距的套轨），包括来往绥芬河和格罗捷科沃之间的401/402次国际联运旅客列车。除此之外，牡丹江机务段的东风8型机车也被用于滨绥铁路的补机任务，当上行货物列车运行至青岭子至虎峰、乌吉密至玉泉之间的两个高坡区段时，往往需要加挂一台机车提供辅助动力以通过高坡地段。2009年，牡丹江机务段开始配属HXN5型柴油机车，接替东风8型机车用于牵引滨绥铁路的重载货物列车。2015年12月，新建的牡绥铁路（滨绥铁路牡丹江至绥芬河段扩能改造）建成通车，牡丹江机务段开始配属韶山4型电力机车。2018年12月，滨绥铁路哈尔滨至牡丹江段完成电气化改造。自2019年4月10日调整列车运行图起，哈牡段5,000吨重载货运列车全部使用HXD3C型或HXD3CA型电力机车单机牵引，从而取消了两处补机作业区段。滨绥铁路全线完成电气化后，这些分布于牡丹江运用车间、西鸡西运用车间、绥芬河运用车间的东风8型机车，其运用范围进一步收缩至支线铁路和干线小运转，牡丹江机务段除了将部分车况欠佳的机车封存或报废外，并将部分闲置机车出租给路外铁路运输企业。

### 其他运输企业
2017年3月2日，哈尔滨铁路局牡丹江机务段、哈铁资产经营管理公司、内蒙古力拓铁路服务有限公司三方代表正式签订了为期3年的机车租赁协议，由牡丹江机务段以租赁的方式提供四台东风8型柴油机车给内蒙古力拓公司，承担酒泉钢铁集团公司嘉策铁路的运输牵引任务。机车租赁单价为每日每台机车1600元人民币，四台机车的三年租赁费用合计为7,008,000元人民币，扣除税金后可为牡丹江机务段带来逾600万元人民币的收益。为确保机车在大风沙环境下安全运行，机车交付前牡丹江机务段对空气滤清器、风源净化器、轮对等进行了更换或维修。2017年3月下旬，四台东风8型机车（0091、0109、0118、0131）交付内蒙古力拓公司，在内蒙古自治区额济纳旗的嘉策铁路投入运用。2018年至2019年间，参与嘉策铁路联合运输的内蒙古力拓铁路服务有限公司、中铁一局集团新运工程有限公司又相继向牡丹江机务段租用了更多的东风8型柴油机车（0086、0117、0119、0121、0124）。
2019年起，山东高速轨道交通集团有限公司向哈尔滨铁路局牡丹江机务段租用四台东风8型柴油机车（0074、0120、0136、0140），由公司属下的益羊铁路管理处大家洼机务段（由原山东省地方铁路局青州管理处机务段与原大莱龙铁路公司机务段于2009年11月29日合并成立）运用，主要担当益羊铁路、大莱龙铁路、龙口港铁路的货物列车牵引任务。

## 技术特点

### 总体布置

#### 基本结构
东风8型柴油机车是干线货运用的六轴柴油机车，机车标称功率为3,700马力（2,720千瓦），构造速度为100公里/小时，运转整备重量为138吨，轴重为23吨。机车采用双司机室、内走廊式、全钢焊接结构的框架式侧墙承载车体，车体由左右侧壁、底架、车顶、内部隔墙、两端司机室等部分焊接在一起，共同承受垂直载荷和纵向载荷，车体主要骨架采用Q345低合金钢材。车架长度为20,900毫米，车钩中心线间距为22,000毫米，车体宽度为3,288毫米，车体高度为4,736毫米。机车两端均设有同等功能的司机室，可双向操纵机车。车体底架两端装有13号上作用车钩、牵引缓冲装置和排障器。车体底架下部两台转向架之间吊挂着一个容量为8,500升的燃油箱，燃油箱左右两侧设有铅酸蓄电池组，燃油箱前后两端各有一个总风缸。

#### 设备布置
机车车体从前到后依次为第一司机室、电气室、动力室、冷却室、辅助室、第二司机室。司机室内在机车运行方向的左侧设有包含主控制器、换向手柄、各种操纵按钮、空气制动阀、仪表和信号显示装置等设备的司机操纵台，右侧设有副司机座席；司机室设有供乘务人员使用的电风扇、暖风机、电炉等设施（后期加装空调装置），第二司机室后壁另设有手制动装置手柄。电气室内设有电压电器控制柜、主整流柜、空气制动系统阀类及工具箱。空气制动装置采用JZ-7型空气制动机，并配备两台NPT5型电动空气压缩机。 
位于机车中部的动力室安装了一套柴油发电机组，并设有空气滤清器、燃油滤清器、燃油输送泵等辅助设备；动力室内靠近电气室的一端设有起动变速箱和相关设备，起动变速箱通过万向轴与主发电机输出端连接，并通过该变速箱驱动励磁机、起动发电机、前转向架牵引电动机通风机；在起动变速箱和牵引电动机通风机的上方位置装有两组电阻制动柜。为了便于检修柴油机和拆装部件，动力室采用活动式顶盖，顶盖上还设有八个小盖，其大小足以吊装柴油机气缸盖和活塞组。
冷却室设有冷却水系统和散热装置，冷却室顶部装有V形结构的单流道板翅式铝制散热器，以及两个直径为1,600毫米的轴流式冷却风扇，冷却风扇由静液压马达传动。机车设有两套独立的循环冷却水系统，分别为冷却柴油机、增压器的高温冷却水系统（18个散热器单节），以及冷却增压空气、机油、静液压传动油的低温冷却水系统（36个散热器单节）。散热器下方设有一台由柴油机自由端经万向轴驱动的后变速箱，以及由后变速箱带动的静液压泵、后转向架牵引电动机通风机。此外，冷却室内并设有机油热交换器、机油滤清器、空气压缩机、静液压油热交换器、静液压油箱等。辅助室内装有膨胀水箱、预热锅炉、行车安全装置（机车自动停车装置、机车信号装置和列车无线调度电话装置）。
高温冷却水温过高是一个长期困扰着东风8型机车的问题，在进行鉴定试验时已发现铝散热器的传热系数和散热量均未达到原设计指标。夏季期间多次发生因水温过高迫使柴油机自动卸载的情况，运用部门只得采取降功率使用作为临时性措施。戚墅堰机车车辆厂于1990年重新设计了新的散热器，通过机车冷却性能试验后随即投入生产。后来，中南大学铁道学院又为东风8型机车研制出新型风扇叶型，通过提高风压和风量以降低柴油机出水温度。而自2006年起完成更新改造后的东风8型柴油机车，冷却室内设备布置亦有所变化。散热装置改为使用与东风8B型机车相同的双流道铜制散热器，高低温循环冷却水系统共用48个散热器单节，冷却水管路系统亦按照东风8B型机车的方式重新布置。静液压热交换器则由原本的油—水热交换器，更换成与东风8B型机车相同的油—空气热交换器。其他辅助设备方面，机油热交换器、机油滤清器均替换成与东风8B型机车通用的型号，增压器机油滤清器采用新结构并改为竖式安装，而原本设置在冷却室内的膨胀水箱则被移至动力室。

### 柴油机
东风8型机车装用一台由戚墅堰机车车辆厂制造的16V280ZJ型柴油机，属于280/285系列柴油机产品之一。16V280ZJ型柴油机是一款16气缸、四冲程、V型结构、直接喷射、开式燃烧室、废气涡轮增压、增压空气中间冷却的中速柴油机。气缸内径为280毫米，活塞行程为285毫米，气缸夹角为50°，额定转速为每分钟1,000转，最低空载转速为每分钟400转，标定工况下的平均有效压力为1.57兆帕（每平方厘米16公斤），UIC标定功率为5,000马力（3,676千瓦），装车运用功率为4,500马力（3,310千瓦），额定满功率运转时的燃油消耗量为155克/有效马力·小时（211克/有效千瓦·小时）。
有别于以往16V240ZJ型柴油机使用的铸焊结构机体，16V280ZJ型柴油机的机体是由球墨铸铁整体铸造而成，消除了因机体焊缝疲劳造成板材裂纹的隐患。机体由气缸体和曲轴箱共同构成，机体的横截面形状为六边形，并采用了悬挂式曲轴支承结构和半隧道式曲轴箱。柴油机采用由42CrMo高强度合金钢锻坯全纤维挤压成形的全加工氮化曲轴，每根曲轴上安装有16块平衡块，内力矩平衡率约85%。钢顶铝裙组合式活塞采用带内冷油腔的振荡冷却方式。此外，柴油机还采用了并列式合金钢锻造全加工连杆、高强度合金铸铁气缸盖、合金硼铸铁湿式气缸套。燃油喷射系统采用了单体式喷油泵和多孔闭式喷油器。在左右两列气缸之间的V形夹角空间内，设有机油主油道、冷却水进水道和空气腔，在其上方装有与空气腔相通的空气稳压箱；两台增压器分别装在空气腔上方的两端，中间设有两台铝制中冷器。气缸排出的废气通过排气管分别进入两台涡轮增压器推动涡轮后排出，而新鲜空气由安装在车体上的空气滤清器吸入，经增压器增压后流经中冷器进行冷却，然后通过空气稳压箱和进气支管进入各个气缸。
东风8型机车的最初设计原采用纯脉冲增压系统，选用无锡动力机厂制造的60GP-4型增压器（又称320P-7M型增压器），每台增压器涡轮有四个燃气进口，每两个气缸共用一根排气支管，增压器采用单级轴流式涡轮、单级离心式压气机、双列叶栅扩压机，该型增压器也是中国第一款采用串列叶栅技术的涡轮增压器，有效解决了柴油机在高负荷时的喘振问题。16V280ZJ型柴油机投入批量生产后，又改为双脉冲增压系统以提升增压器的涡轮效率，每台增压器涡轮有两个燃气进口，每个进气口与排气支管之间增设一个脉冲转换器，每两根排气支管连接一个脉冲转换器，每两个气缸共用一根排气支管。从1987年开始，为了进一步改善柴油机的油耗表现和可靠性，东风8型机车改为使用江津增压器厂引进布朗-博韦里公司专利生产的VTC254-13型增压器，戚墅堰机车车辆厂并为此设计了模件式串接脉冲转换器增压系统（MPC），将每个气缸的排气管设计成相同的脉冲转换器，通过过渡管将气流引入增压器。16V280ZJ型柴油机使用MPC增压系统后，在高负荷时的油耗表现有明显进步，在标定工况下的油耗率比脉冲增压系统低3～4克/有效马力·小时。MPC增压系统后来亦被16V280ZJA型、16V280ZJB型柴油机沿用。1990年代，为了进一步降低柴油机在部分负荷工况时的排气温度，部分东风8型机车又改为使用大连内燃机车研究所研制的ZN310-LSA型或ZN310-LSA4型增压器，增压比可达3.5，增压器大修期可达30万公里以上。
柴油机进气空气滤清器采用由离心式旋风惯性过滤器和铝板网式空气滤清器组成的二级空气滤清器。调速系统采用天津机车车辆机械工厂研制的联合调节器-B型液压全制式调速器，通过控制联合调节器配速机构上的步进电机，实现对柴油机的有档无级调速控制。柴油机由ZQF-80型起动发电机起动，其电源由蓄电池供给。柴油机完成起动后，启动发电机由直流串励电动机变为直流他励发电机，并通过电压调整器输出110伏特直流电，作为辅助发电机使用，用来给蓄电池充电并和向辅助电路及控制电路供电。

### 传动系统
东风8型机车采用交—直流电传动装置，柴油机曲轴通过盖斯林格联轴节驱动一台交流同步发电机发出三相交流电，经由硅二极管组成的三相桥式整流装置整流为直流电后，再将电能输送给两台转向架上的六台并联连接的直流牵引电动机，通过传动齿轮驱动轮对。

#### 牵引发电机
牵引发电机采用由永济电机厂研制的TQFR-3000C型三相交流同步发电机（即JF204型同步发电机），额定容量为3,300千伏安，额定电压为514／693伏特，额定电流为3,744／2,775安培，额定转速为每分钟1,000转，定子及转子绝缘等级均为F级，冷却方式为轴向强迫通风，主发电机净重为6,370公斤。牵引发电机的励磁电流由一台GQL-45型三相感应子交流发电机供给（下述），励磁机由柴油机通过启动变速箱驱动，其发出的交流电经励磁整流器转换为直流电后，给发电机的转子励磁绕组励磁。
从1990年起生产的东风8型柴油机车开始，改为采用与东风9型柴油机车相同的TQFR-3000C-1型三相交流同步发电机（即JF204A型同步发电机），主要改进为磁极采用螺栓固定结构代替燕尾凹形槽结构，定子铁芯与机壳为热套定位结构。额定容量提升至3,500千伏安，额定电压为524／724伏特，额定电流为3,858／2,790安培，额定转速为每分钟1,000转，定子及转子绝缘等级均为F级，冷却方式为轴向强迫通风，主发电机净重为6,370公斤。

#### 整流装置
牵引发电机发出的三相交流电由硅整流装置转换成直流电，由风冷式硅二极管元件组成三相桥式全波整流电路。由于牵引电动机的额定电流仍然与东风4型机车相同，因此东风8型机车沿用了东风4型机车的主整流柜，但因为东风8型机车的直流输出电压提高到870伏特，整流装置型号亦由GTF-4800/770型变更为GTF-4800/870型。整流装置有六个串联的整流桥臂，每一桥臂有六个并联的ZP500-20型风冷平板式整流二极管（正向额定电流为500安培，反向峰值电压为2,400伏特），每台整流柜共有36个二极管元件。整流装置的最大直流输出电压为870伏特，额定直流输出电流为4,800安培。

#### 牵引电动机
牵引电动机采用由永济电机厂研制的ZQDR-410C型四极串励直流电动机（即ZD109型牵引电动机），额定功率为480千瓦，额定电压为645伏特，额定电流为800安培，额定转速为每分钟754转，最高转速为每分钟2,350转，定子及电枢绝缘等级均为H级，冷却方式为强迫通风。为扩大机车的恒功率速度范围，可以在牵引电动机励磁绕组接入并联分流电阻，对牵引电动机使用二级磁场削弱，磁场削弱率分别为68%和54%。ZD109型牵引电动机后来亦被应用到东风4C型柴油机车、东风4B型客运机车。

#### 电阻制动装置
在电阻制动工况时，牵引电动机变为他励直流发电机工作，六个激磁绕组全部串联并由牵引发电机经硅整流柜供电，牵引电动机发出的电流输入到两台卧式制动电阻柜，将电能通过电阻器转化为热能消耗掉。东风8型机车的电阻制动装置由西安铁路信号厂研制，每台制动电阻柜的额定功率为1,500马力（1,105千瓦），机车轮周制动功率可达3,000马力（2,210千瓦），最大制动电流限制为600安培，最大制动力为222千牛（对应速度为40公里/小时）。

### 控制系统
东风8型机车的控制系统采用电子恒功率励磁调节装置，同时还保留了由东风4型机车沿用下来、由联合调节器油马达驱动功调电阻的励磁调节装置，两者相互配合进行牵引工况时的恒功率控制。
功调电阻励磁调节装置采用由联合调节器伺服油压马达带动变阻器的方式。牵引发电机的励磁电流是由励磁机发出的交流电经励磁整流柜整流后供给，而励磁机的励磁电流则是由柴油机经启动变速箱驱动的测速发电机供电。测速发电机的励磁电流由110伏辅助电源提供，并经过功率调节电阻和励磁调节器控制。功率调节电阻的滑动触点由联合调节器上的功率伺服油压马达带动，它根据柴油机工作状况（欠载或过载）自动地调节可变电阻器的阻值，从而改变测速发电机的励磁电流，并经测速发电机和励磁机二级放大后，间接地改变了牵引发电机的输出功率。 
电子恒功率调节装置采用闭环特性控制牵引发电机和柴油机的功率，该系统以柴油机在各手柄挡位下的转速作为功率给定信号，并利用一个位移传感器来检测柴油机供油拉杆的位置，以此作为柴油机的功率检测信号。通过比例积分调节器（PI）对柴油机功率给定信号与功率检侧信号的比较，得到相应的控制信号来调节励磁机的励磁电流，继而调节牵引发电机的输出功率。机车采用电子恒功率调节装置后，解决了功调电阻励磁调节装置只有柴油机转速每分钟700转以上才能对牵引发电机进行恒功调节的缺陷，有效提升了机车的起动和加速性能。

### 行车安全设备
1980年代，铁道部将列车运行记录器的试用与定型列入铁路安全技术装备重点攻关计划，提出在机车上加装运行记录器，使机车运行情况有可靠记录，加强对行车的监督及便于事故分析。1984年，武汉铁路分局电子计算中心和江岸机务段联合开始研制JK-1型机车安全运行记录器，具有连续式速度监督和运行记录功能记录功能，于1987年完成试验并通过郑州铁路局的鉴定，自1989年起开始率先安装在郑州铁路局的东风4型、东风8型、北京型机车上，随后又先后改为使用功能更完善的JK-2型、JK-3型机车运行记录器，以及LKJ-93型、LKJ-2000型列车运行监控记录装置。
1985年，为配合京广铁路郑州至武昌段电气化改造的实施，铁道部决定在该路段采用当时国际上最先进的信号控制技术，并从法国引进UM71无绝缘轨道电路和TVM-300机车信号及超速防护系统。1989年8月，在郑州铁路局信阳机务段的东风8型0039号机车上，首次安装了由西德德意达公司（DEUTA-WERKE GmbH）生产的MA10型机车运行记录器。MA10型运行记录器是TVM-300系统车载设备的组成部分之一，框架结构采用19英寸标准宽度的工控机箱，由各种I/O功能模块（16位输入、1路输入、2路频率信号输入）、带键盘及显示屏的中央处理器模块、DSK10型磁带式数据储存器组成，该系统采用Zilog Z80微处理器作为核心，用以测量、监视、记录机车每一时刻的实际速度、走行距离、信号灯状态和其他数字或模拟信息，并可使用电脑软件评估所有存储的数据。

### 转向架

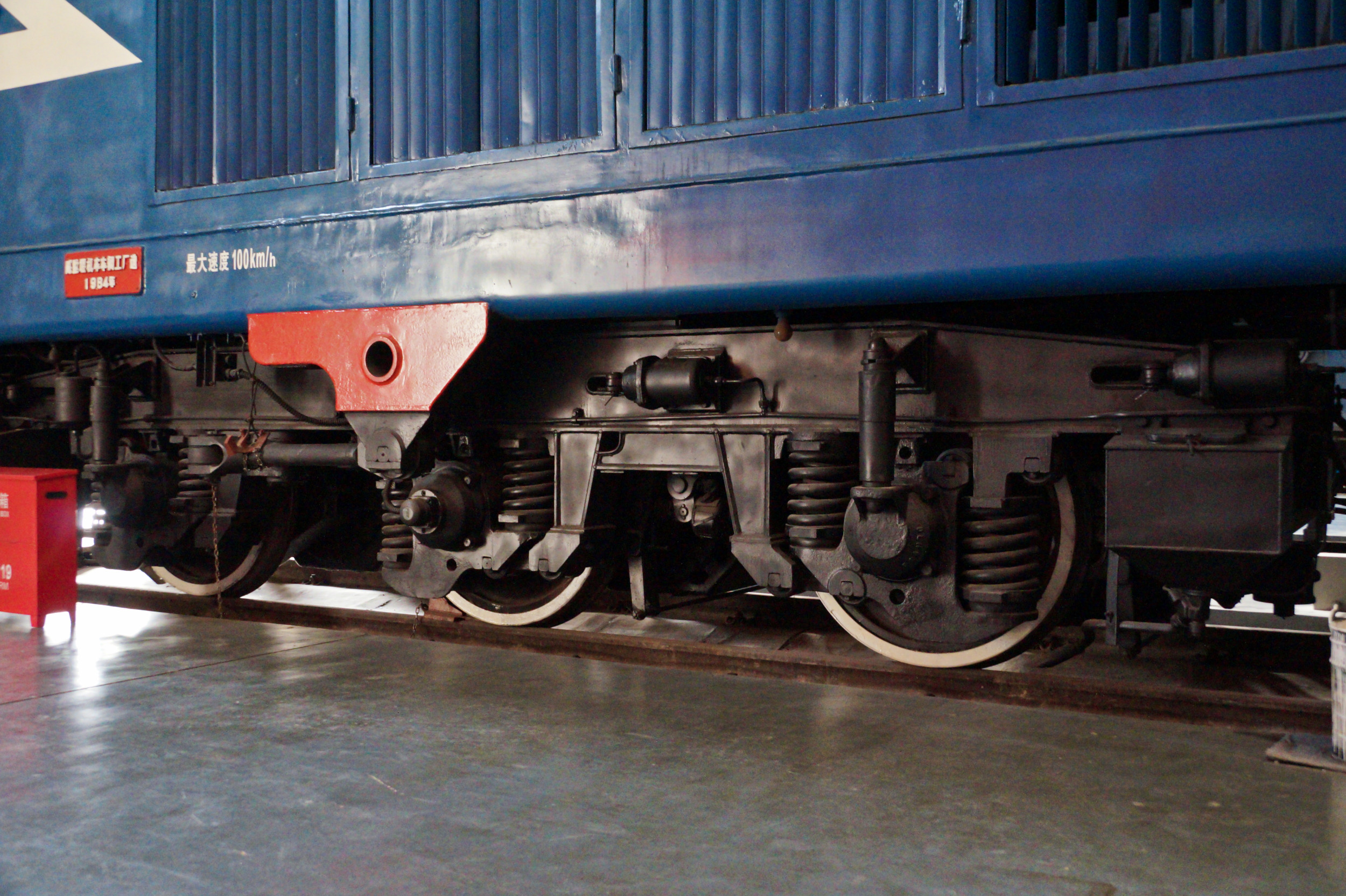
东风8型机车的三轴转向架

机车轴式为Co-Co，走行部为两台无导框式三轴转向架。东风8型机车的转向架是以东风4型机车为基础改进而成，并以改善曲线通过性能、提高粘着利用性能作为改良重点。转向架采用钢板组焊成封闭式箱形结构的“目”字形构架。轮对轴箱采用滚柱轴承和拉杆式弹性定位装置，轴箱通过装有橡胶关节元件的上、下轴箱拉杆与构架相连接，实现轴箱相对于构架的横向和纵向定位。有别于东风4型机车的油浴式平面摩擦旁承，东风8型机车改为使用金属夹层橡胶堆旁承，其较大的垂向刚度有利于减少轴重转移，而较小的横向刚度使转向架相对于车体的横动和转动变得更灵活。转向架采用四点支承结构，车体全部重量通过八个旁承由两台转向架支承，转向架与车体间还设有橡胶缓冲侧挡装置。
弹簧悬挂装置分为一系和二系悬挂两部分。一系悬挂采用独立悬挂形式，包括轴箱与构架之间的轴箱圆弹簧及橡胶垫，以及在1、3、4、6轴装有并列的垂向液压减震器。二系悬挂为转向架构架与车体之间的旁承橡胶堆，并增设了横向液压减震器以改善机车横向平稳性。一系及二系悬挂静挠度分别为98毫米和10毫米。牵引力和制动力通过低位平行四杆牵引杆机构传递，牵引点至轨面距离725毫米。
牵引电动机采用单侧齿轮传动的轴悬式驱动方式（滑动抱轴承式半悬挂）。全部牵引电动机采用顺置排列方式，即牵引电动机都放在车轴的同一侧，可以有效减少轴重转移的幅度，牵引齿轮传动比为4.5（63：14）。基础制动装置为踏面制动方式，采用带闸瓦间隙自动调节器、铸铁闸瓦、单侧单闸瓦的独立作用式制动单元，停放制动为手制动装置。 

## 重大事故
- 1993年10月19日下午6时02分，哈尔滨铁路局牡丹江铁路分局牡丹江机务段的东风8型0048号机车在机务段整备线3道进行试验，司机在没有大、小闸把和换向手柄的情况下违章启动机车，用螺丝刀将换向器扳到前进位，拉主控手柄增加柴油机转速，并闭合机车控制开关，在风压达到450千帕后自动加载，导致该机车在无人驾驶状态下牵引另外3台机车驶出机务段，挤坏3号道岔后进入牡丹江站东场6道，与等待入库的83次旅客列车车底相撞。事故发生后，机车乘务员在事故发生后进入司机室，将闭合的开关全部断开，主手柄回零位，换向手柄回中立位，意图掩饰责任。事故造成1人死亡、客车报废1辆、小破1辆、机车小破1台，构成调车冲突重大事故[18]。
- 1994年3月26日下午6时55分，郑州铁路局武汉铁路分局武昌机务段的东风8型0010号机车，牵引03432次货物列车（编组46辆，总重992吨）经由武九铁路运行。当列车行驶至武九铁路楠栂庙至八大家之间K15+380处的蒋家墩有人看守道口处，与一辆属于武汉钢铁公司的通道式无轨电车相撞。事故造成18人死亡、9人重伤、45人轻伤，东风8型0010号机车小破，中断行车1小时55分钟，是为“3·26”蒋家墩道口重大路外伤亡事故。
- 1998年7月19日晚上8时33分，郑州铁路局武汉铁路分局武昌机务段的东风8型0026号机车，牵引3088次货物列车（编组46辆，总重1092吨）经由武九铁路运行。当列车行驶至武九铁路浮屠街至大箕铺间K133+300处，因该处钢轨接头夹板及部分扣件被盗，列车行经时钢轨弹性变形引起轨距扩大，导致机后第20~23位车辆颠覆，第24~25位车辆脱轨，构成货物列车脱轨颠覆重大事故。事故造成车辆中破3辆、小破3辆，中断正线行车11小时16分钟。
- 2011年4月6日下午5时40分，哈尔滨铁路局牡丹江机务段的东风8型0043号机车，在牡丹江机务段内准备由牵引车在20道牵出，再经转车盘转向后往31道。由于在转车盘上停留的机车未采取制动措施，作业人员在解挂牵引车前亦未检查止轮状态，导致机车在转盘转动时发生溜逸，机车II端第六轮对脱轨，构成铁路交通一般D2类事故。

## 机车命名
| 机车编号 | 机车命名       | 所属铁路局或运用单位          | 所属机务段   | 状态（截至2021年7月） |
| -------- | -------------- | ----------------------------- | ------------ | --------------------- |
| DF8-0004 | 青年文明号     | 武汉铁路局→武汉局集团公司     | 武昌南机务段 | 已退役                |
| DF8-0033 | 青年文明号     | 武汉铁路局→武汉局集团公司     | 武昌南机务段 | 已摘牌，运用中        |
| DF8-0089 | 全国青年文明号 | 哈尔滨铁路局→哈尔滨局集团公司 | 牡丹江机务段 | 已退役                |
| DF8-0128 | 民兵号         | 哈尔滨铁路局→哈尔滨局集团公司 | 牡丹江机务段 | 已摘牌，运用中        |

## 车辆保存
- 东风8型0001号机车：由戚墅堰机车车辆厂于1984年制造，曾先后配属郑州铁路局信阳机务段、郑州铁路局武昌机务段、武汉铁路局武昌南机务段，退役后于2010年8月初移送至位于北京的中国铁道博物馆保存及作静态展示。
- 东风8型0087号机车：由戚墅堰机车车辆厂于1992年制造，曾配属哈尔滨铁路局牡丹江机务段，于2016年退役后保存在牡丹江机务段内的机车文化园作静态展示，并套用东风8型0089号“全国青年文明号”的编号。
- 东风8型0092号机车：由戚墅堰机车车辆厂于1992年制造，曾配属哈尔滨铁路局牡丹江机务段，退役后由沈阳铁路陈列馆收藏。

## 参看
- 280/285系列柴油机
- 东风9型柴油机车
- 东风8B型柴油机车
- 东方红4型柴油机车